# La Transparence des choses
La Transparence des choses (titre original anglais Transparent Things) est un roman écrit par Vladimir Nabokov, publié pour la première fois en 1972.

## L'histoire
Hugh Person, éditeur américain entre deux âges, évoque ses trois séjours dans une station des Alpes suisses. Le récit retrace les différents souvenirs du personnage. 